# 岩蓼
岩蓼（学名：Polygonum cognatum）为蓼科蓼属下的一个种。

## 扩展阅读
維基物種上的相關：岩蓼